# Église Saint-Michel de Poblaće
Pour les articles homonymes, voir Église Saint-Michel.
L'église Saint-Michel de Poblaće (en serbe cyrillique : Црква Арханђела Михаила у Поблаћу ; en serbe latin : Crkva Arhanđela Mihaila u Poblaću) est une église orthodoxe serbe située à Poblaće, dans la municipalité de Priboj et dans le district de Zlatibor, en Serbie. Elle est inscrite sur la liste des monuments culturels de grande importance de la république de Serbie (identifiant no SK 495),.

## Présentation
Dans une nécropole médiévale contenant des stećci (type de tombes médiévales), sur le site d'Ocrkovlje et sur la rive gauche de la rivière Poblaćnica non loin de Priboj, s'élève une église qui, malgré des études approfondies, reste globalement énigmatique,.
L'église est constituée d'une nef unique divisée en trois travées par une série de pilastres. Elle est dotée d'une voûte en plein cintre. La voûte de l'allée centrale est considérablement surélevée, ce qui semble indiquer qu'elle était à l'origine censée supporter un dôme,. L'abside de l'autel est semi-circulaire à l'intérieur et polygonale à l'extérieur,. L'édifice possède des façades simplement plâtrées et des toits à pignons,.
À l'intérieur, la seule surface peinte est l'iconostase en maçonnerie, qui abrite une frise avec les bustes des apôtres et du Christ, un ornement en forme de rideaux et une représentation de chérubins. La dation de ces peintures est difficile : elle va des premières décennies du XVIe siècle aux années 1570,.
Des travaux de conservation et de restauration de l'architecture et des peintures ont été réalisés en 1965-1966, 1975 et 1987-1988,.